# Grupa C din preliminariile Campionatului European de Fotbal 2020
Grupa C din preliminariile UEFA Euro 2020 este una din cele zece grupe care decid ce echipe se califică la turneul final al UEFA Euro 2020. Grupa C constă din cinci echipe: Belarus, Estonia, Germania, Țările de Jos și Irlanda de Nord, unde vor juca fiecare cu fiecare tur-retur.
Primele două clasate se vor califica direct la turneul final. Spre deosebire de edițiile anterioare, nu vor exista baraje, ci doar un play-off în care accesul se face conform rezultatelor din Liga Națiunilor UEFA 2018–2019.

## Clasament
| Loc | Echipa              | MJ | V | E | Î | GM | GP | DG  | Pct | Calificare                  |     | Germania | Țările de Jos | Irlanda de Nord | Belarus | Estonia |
| --- | ------------------- | -- | - | - | - | -- | -- | --- | --- | --------------------------- | --- | -------- | ------------- | --------------- | ------- | ------- |
| 1   | Germania            | 8  | 7 | 0 | 1 | 30 | 7  | +23 | 21  | Calificare la turneul final |     | —        | 2–4           | 6–1             | 4–0     | 8–0     |
| 2   | Țările de Jos       | 8  | 6 | 1 | 1 | 24 | 7  | +17 | 19  | Calificare la turneul final |     | 2–3      | —             | 3–1             | 4–0     | 5–0     |
| 3   | Irlanda de Nord (X) | 8  | 4 | 1 | 3 | 16 | 21 | −5  | 13  |                             |     | 0–2      | 0–0           | —               | 2–1     | 2–0     |
| 4   | Belarus (X)         | 8  | 1 | 1 | 6 | 4  | 16 | −12 | 4   |                             | 0–2 | 1–2      | 0–1           | —               | 0–0     |         |
| 5   | Estonia             | 8  | 0 | 1 | 7 | 2  | 26 | −24 | 1   |                             | 0–3 | 0–4      | 1–2           | 1–2             | —       |         |

## Meciuri
Programarea meciurilor a fost publicată de UEFA în aceeași zi cu tragerea la sorți, la 2 decembrie 2018 la Dublin. Orele sunt date în CET/CEST, după cum au fost publicate de UEFA (orele locale, dacă diferă, sunt în paranteză).
| Țările de Jos | 4–0             | Belarus                                                                  |
| ------------- | --------------- | ------------------------------------------------------------------------ |
|               | Raport Wikidata | Memphis Depay 1', 10' (pen.) Georginio Wijnaldum 21' Virgil van Dijk 41' |

| Irlanda de Nord | 2–0             | Estonia                                     |
| --------------- | --------------- | ------------------------------------------- |
|                 | Raport Wikidata | Niall McGinn⁠(d) 11' Steven Davis 30' (pen.) |

| Țările de Jos | 2–3             | Germania                                                                                 |
| ------------- | --------------- | ---------------------------------------------------------------------------------------- |
|               | Raport Wikidata | Matthijs de Ligt 3' Leroy Sané 15' Memphis Depay 18' Serge Gnabry 34' Nico Schulz⁠(d) 45' |

| Irlanda de Nord | 2–1             | Belarus                                                   |
| --------------- | --------------- | --------------------------------------------------------- |
|                 | Raport Wikidata | Jonny Evans 30' Ihar Stasevič⁠(d) 33' Josh Magennis⁠(d) 42' |

| Estonia | 1–2             | Irlanda de Nord                                                          |
| ------- | --------------- | ------------------------------------------------------------------------ |
|         | Raport Wikidata | Konstantin Vassiljev⁠(d) 25' Conor Washington⁠(d) 32' Josh Magennis⁠(d) 35' |

| Belarus | 0–2             | Germania                      |
| ------- | --------------- | ----------------------------- |
|         | Raport Wikidata | Leroy Sané 13' Marco Reus 17' |

| Belarus | 0–1             | Irlanda de Nord     |
| ------- | --------------- | ------------------- |
|         | Raport Wikidata | Paddy McNair⁠(d) 41' |

| Germania | 8–0             | Estonia |
| -------- | --------------- | --- |
|          | Raport Wikidata | Marco Reus 10', 37' Serge Gnabry 17', 17' Leon Goretzka 20' İlkay Gündoğan 26' (pen.) Timo Werner 34' Leroy Sané 43' |

| Estonia | 1–2             | Belarus                                                   |
| ------- | --------------- | --------------------------------------------------------- |
|         | Raport Wikidata | Mikita Naumaŭ⁠(d) 3' Erik Sorga⁠(d) 9' Maksim Skavyš⁠(d) 47' |

| Germania | 2–4             | Țările de Jos |
| -------- | --------------- | --- |
|          | Raport Wikidata | Serge Gnabry 9' Frenkie de Jong 14' Jonathan Tah 21' (aut.) Toni Kroos 28' (pen.) Donyell Malen 34' Georginio Wijnaldum 46' |

| Estonia | 0–4             | Țările de Jos                                                |
| ------- | --------------- | ------------------------------------------------------------ |
|         | Raport Wikidata | Ryan Babel 17', 2' Memphis Depay 31' Georginio Wijnaldum 42' |

| Irlanda de Nord | 0–2             | Germania                                  |
| --------------- | --------------- | ----------------------------------------- |
|                 | Raport Wikidata | Marcel Halstenberg⁠(d) 3' Serge Gnabry 48' |

| Belarus |        | Estonia |
| ------- | ------ | ------- |
|         | Raport |         |

| Țările de Jos |        | Irlanda de Nord |
| ------------- | ------ | --------------- |
|               | Raport |                 |

| Belarus |        | Țările de Jos |
| ------- | ------ | ------------- |
|         | Raport |               |

| Estonia |        | Germania |
| ------- | ------ | -------- |
|         | Raport |          |

| Germania |        | Belarus |
| -------- | ------ | ------- |
|          | Raport |         |

| Irlanda de Nord |        | Țările de Jos |
| --------------- | ------ | ------------- |
|                 | Raport |               |

| Germania |        | Irlanda de Nord |
| -------- | ------ | --------------- |
|          | Raport |                 |

| Țările de Jos |        | Estonia |
| ------------- | ------ | ------- |
|               | Raport |         |

## Marcatori
2 goluri
- Memphis Depay

1 gol
- Steven Davis
- Niall McGinn
- Virgil van Dijk
- Georginio Wijnaldum

## Disciplină
Un jucător este automat suspendat pentru următorul meci în cazul următoarelor infracțiuni:
- Cartonaș roșu (suspendările în acest caz pot fi mărite pentru infracțiuni grave)
- Trei cartonașe galbene în trei meciuri diferite, apoi ca al cincilea cartonaș galben și fiecare cartonaș galben după acesta (suspendările pentru cartonașe galbene se reportează pentru play-off, dar nu și la turneul final sau la alte meciuri internaționale viitoare)